# Anthony Andrews
Anthony Corin Gerald Andrews (Finchley, Londen, 12 januari 1948) is een Britse televisie-, film- en toneelacteur en producent.

## Levensloop
Andrews groeide op in North Finchley. Zijn moeder was danseres en zijn vader arrangeur en dirigent. Op achtjarige leeftijd nam Andrews dansles en had hij zijn toneeldebuut als het witte konijn in een bewerking van Alice in Wonderland. Zijn televisiedebuut was in 1968, in de televisieserie The Wednesday Play. Hij vertolkte destijds de gastrol van Harry. Nadat hij in de horeca, landbouw en journalistiek had gewerkt, werd hij assistent-toneelmanager aan het Engelse Chichester Theater. Later werd hij daar stand-inproducent. In 1981 speelde hij een rol in de televisieserie Brideshead Revisited als Sebastian Flyte. Een jaar daarna, in 1982, won hij voor zijn prestaties een Golden Globe en een BAFTA TV Award. In datzelfde jaar werd hij ook genomineerd voor een Emmy Award. In 2001 speelde hij professor Higgins in My Fair Lady. In 2010 vertolkte hij de rol van Stanley Baldwin in de film The King's Speech.